# Nebelberg
Nebelberg település Ausztriában, Felső-Ausztria tartományban, a Rohrbachi járásban. , területe 9,15 km².

## Fekvése
Tengerszint feletti magassága 695 méter. Nebelberg Wegscheid, Julbach, Peilstein im Mühlviertel és Kollerschlag településekkel határos.

## Népesség
Lakosainak száma 632 fő (2018. január 1.).